# NGC 1977
إن جي سي 1977 أو سديم الشبح (بالإنجليزية: NGC 1977 أو Ghost Nebula )هي منطقة هيدروجين II وفيها نجوم ناشئة جديدة تكوّن تجمع نجمي مفتوح. يرمز له الفهرس العام الجديد بالرمز NGC 1977 . توجد تلك المنطقة النشطة في كوكبة الجبار، مباشرة شمالا من سديم الجبار ، وهما جزء من سحابة الجبار الجزيئية أ (Orion-A) وتقع على بعد نحو 1500 فرسخ فلكي منا.
تسجيلات الفهرس العام الجديد تذكر NGC 1973 وNGC 1975 كجزئين من NGC 1977.

## اقرأ أيضا
- منطقة هيدروجين II
- ولادة النجوم
- سديم وسترهاوت 5
- سديم الوردة
- سديم الحلقة الجنوبي
- إن جي سي 3195